# Şahan Kaynak
Şahan Kaynak (* 3. Oktober 1998 in Paderborn) ist ein deutsch-türkischer Fußballspieler.

## Karriere
Der offensive Mittelfeldspieler Şahan Kaynak wechselte im Jahre 2013 in die Jugendabteilung von Arminia Bielefeld. Für die Arminia absolvierte er 19 Spiele in der B-Junioren-Bundesliga und erzielte vier Tore, sowie 22 Spiele in der A-Junioren-Bundesliga, in denen er fünf Treffer erzielte. In der Saison 2017/18 spielte Kaynak für Arminias zweite Mannschaft in der Oberliga Westfalen. Die Mannschaft wurde am Saisonende aus finanziellen Gründen aufgelöst und Kaynak war ein halbes Jahr vereinslos.
Im Januar 2019 unterzeichnete er einen Vertrag beim türkischen Club Yeni Malatyaspor, wo er jedoch nur in Nachwuchsmannschaften eingesetzt wurde. Zwischenzeitlich wurde er an den Zweitligisten Elazığspor ausgeliehen, für den er viermal auflief. Im September und Oktober 2019 wurde Kaynak an den Viertligisten Malatya Yeşilyurt Belediyespor verliehen, bevor er zum Drittligisten Balıkesirspor wechselte. Seit Januar 2021 steht er beim Viertligisten Icel Idmanyurdu unter Vertrag.